# Iván Fund

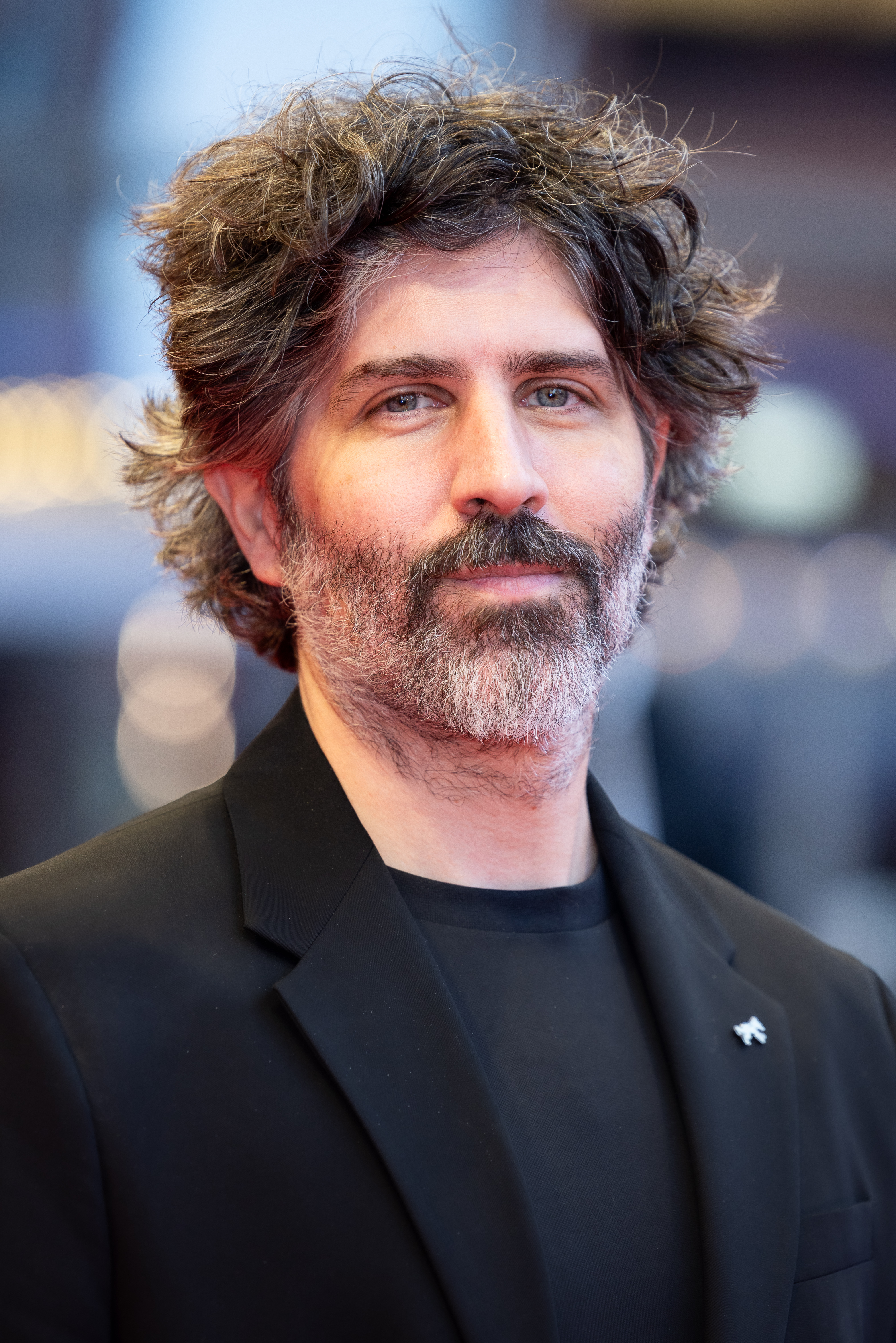
Iván Fund bei der Berlinale 2025

Iván Fund (* 1984 in San Cristóbal) ist ein argentinischer Filmemacher. Bei der Berlinale 2025 gewann er den Silbernen Bär – Preis der Jury für El mensaje.

## Karriere
Fund wuchs in Crespo, Entre Ríos, auf, wo er auch seinen Schulabschluss machte. Im Jahr 2002 zog er nach Buenos Aires und arbeitete als Kameramann. Im Jahr 2005 führte er bei seinem ersten Kurzfilm Vals Regie, der auf dem Festival Internacional de Cine de Mar del Plata mit einer besonderen Erwähnung der Jury ausgezeichnet wurde. Im Jahr 2006 führte er bei den Kurzfilmen Sirenas und El Baile Regie und erhielt unter anderem den Georges-Méliès-Kurzfilmpreis, der von der Alliance Française verliehen wird. 2007 führte er Regie bei den Kurzfilmen Divergir und Un Punto Fijo sowie bei dem Kurzspielfilm Ciclope, den er in Zusammenarbeit mit Patricio Toscano drehte und der in die offizielle Auswahl des BAFICI aufgenommen wurde. Im Jahr 2008 begann er die Zusammenarbeit mit Santiago Loza. Sein erster Spielfilm La Risa wurde 2009 in die offizielle BAFICI-Auswahl aufgenommen.
Sein nächster abendfüllender Spielfilm Los labios wurde bei den Internationalen Filmfestspielen von Cannes 2010 in der Sektion Un Certain Regard gezeigt und bei verschiedenen Festivals nominiert und ausgezeichnet. Als Stammgast des Mar-del-Plata-Filmfests erhielt er 2018 den Jurypreis für Vendrán Iluvias suaves. Sein Film Piedra Noche feierte 2021 bei den Internationalen Filmfestspielen von Venedig Premiere und wurde in der Sektion Giornate degli Autori gezeigt.
Im selben Jahr feierte sein Film Eine Schule in Cerro Hueso bei der Berlinale 2021 in der Sektion Generation KPlus Premiere. Im Film geht es um eine Familie, die mit ihrer autistischen Tochter in die Provinz zieht und dort erst nach vielen Mühen eine Grundschule findet. Eine Herausforderung war es für ihn, Kamera und Schnitt passend einzusetzen, da die Protagonistin im Film stumm bleibt. Außerdem war das geringe Budget und das Drehen in der argentinischen Provinz herausfordernd.
Im Jahr 2025 inszenierte er den Spielfilm El mensaje, der bei der Berlinale 2025 im Hauptwettbewerb um den Goldenen Bären gezeigt wurde. Dort konnte er den Silbernen Bären, den Preis der Jury, gewinnen. Im Film geht es um ein Mädchen, das mit Tieren sprechen kann, auf einem Roadtrip allerdings lernt, Erwachsene zu beruhigen. Fund drehte den Film in seiner argentinischen Heimat Entre Ríos, da es ihn an seine eigene Kindheit erinnere. Er wählte das Schwarz-Weiß-Schema, um auf die teils dystopische wirtschaftliche Situation in Argentinien hinzuweisen. Die Produktion des Films sei sehr fluide gewesen und habe sich stark aus der Interaktion der jungen Schauspielerin mit den Tieren gespeist.

## Filmografie (Auswahl)
Bei allen genannten Filmen übernahm Fund Regie, Produktion, Kamera und Schnitt:
- 2006: Vals (Kurzfilm)
- 2007: El baile (Kurzfilm)
- 2007: Sirenas (Kurzfilm)
- 2008: Cíclope (Produktion)
- 2008: Ártico (Produktion)
- 2009: La risa
- 2010: Los labios
- 2011: Hoy no tuve miedo
- 2012: Me perdí hace una semana
- 2013: Ab
- 2014: El asombro
- 2015: El organismo (Kurzfilm)
- 2017: Toublanc
- 2018: Vendrán Iluvias suaves
- 2021: Piedra Noche
- 2021: Eine Schule in Cerro Hueso (Una escuela en Cerro Hueso)
- 2022: Los ministerios del mundo (Kurzfilm, Produktion, Buch)
- 2023: La mujer hormiga (Produktion, Buch)
- 2025: El mensaje

## Auszeichnungen (Auswahl)

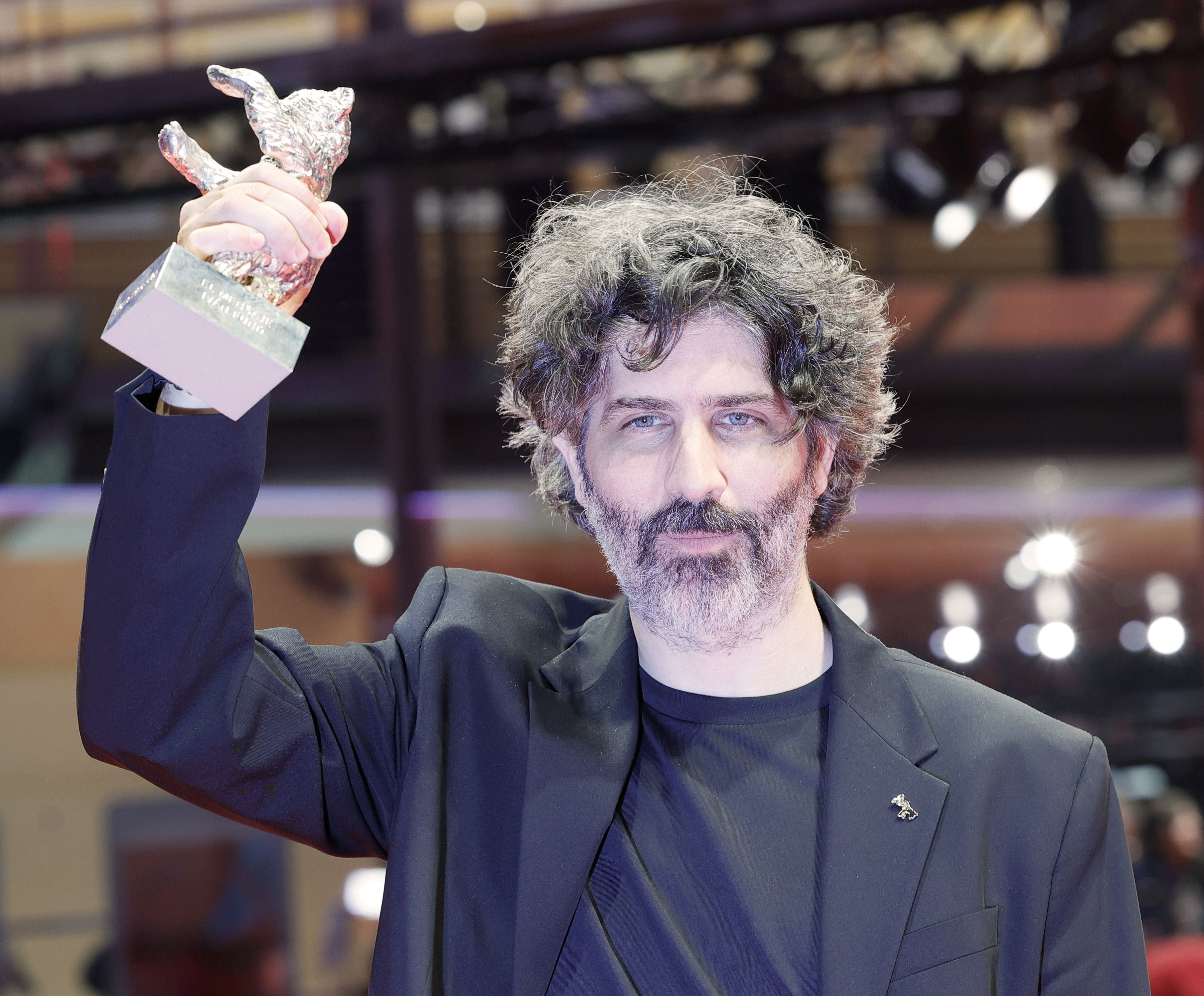
Iván Fund mit gewonnenem Silbernen Bär bei der Berlinale 2025

- 2006: Mar del Plata: Besondere Erwähnung für Vals
- 2009:  Buenos Aires Internationales Festival des Independent-Films: Nominierung in der Kategorie Bester Film für La risa
- 2010: Buenos Aires Internationales Festival des Independent-Films in den Kategorien Beste Kamera, FEISAL Award und Beste Regie für Los labios
- 2010: Menschenrechtspreis des Internationalen Filmfestival Thessaloniki für Los labios
- 2010: Internationale Filmfestspiele von Cannes: Nominierung in der Sektion Un Certain Regard für Los labios
- 2011: Buenos Aires Internationales Festival des Independent-Films in der Kategorie Beste Kamera für Hoy no tuve miedo
- 2012: Mar-del-Plata-Nominierung in der Kategorie Bester argentinischer Film für Me perdí hace una semana
- 2018: Jurypreis des Mar del Plata und Nominierung in der Kategorie Bester Film für Vendrán Iluvias suaves
- 2021: Mar-del-Plata-Nominierung in der Kategorie Bester lateinamerikanischer Film für Piedra Noche
- 2021: Internationale Filmfestspiele von Venedig: Nominierung für den Giornate degli Autori für Piedra Noche
- 2025: Silberner Bär der Berlinale 2025 und Nominierung für den Goldenen Bär für El mensaje